# 在日カメルーン人
在日カメルーン人（ざいにちカメルーンじん）は、日本に一定期間在住するカメルーン国籍の人々である。

## 統計
日本の法務省の在留外国人統計によると、2023年12月末時点で在日カメルーン人は1,254人である。
在留資格別（5位まで）
| 順位 | 在留資格                 | 人数 |
| ---- | ------------------------ | ---- |
| 1    | 特定活動                 | 298  |
| 2    | 家族滞在                 | 202  |
| 3    | 技術・人文知識・国際業務 | 164  |
| 4    | 日本人の配偶者等         | 151  |
| 5    | 留学                     | 120  |

都道府県別（5位まで）
| 順位 | 都道府県 | 人数 |
| ---- | -------- | ---- |
| 1    | 埼玉     | 425  |
| 2    | 東京     | 208  |
| 3    | 千葉     | 175  |
| 4    | 神奈川   | 97   |
| 5    | 茨城     | 52   |

## 著名人
- パトリック・エムボマ